# 李瑤 (嘉靖進士)
李瑤（？—？），字溫甫，號栗軒，山西平陽府解州人，民籍，明朝政治人物。

## 生平
嘉靖三十一年（1552年）壬子科山西鄉試第五名舉人，三十二年（1553年）中式癸丑科會試第三百八十名，三甲第三十五名進士。工部觀政，授陝西蒲城縣知縣。

## 家族
曾祖李威；祖父李素；父李成郊，母孫氏。兄李瑞、李珍、李琬。從弟李瑱、李春光，均進士。